# Zigenses
Els zigenses (en llatí: Zygenses, en grec antic Ζυγεῖς 'Zygeis') van ser un antic poble de la costa de Líbia, al districte de Marmàrica, esmentat per Claudi Ptolemeu.